# Златан Стіпішич
Златан Стіпішич — Gibonni (Спліт, 13 серпня 1968) — хорватський музикант, один із засновників і перший вокаліст сплітської heavy metal групи «Osmi putnik», колишній вокаліст боснійської групи «Divlje jagode», який найбільшу популярність здобув своєю сольною кар'єрою.

## Біографія

### Osmi Putnik, Divlje Jagode, V2
Свою музичну кар'єру Gibonni почав у 1985 році як вокаліст групи «Osmi putnik», виступаючи під псевдонімом Gibo.
Після розпаду групи Стіпішич приєднується до боснійську колективу «Divlje jagode», в якому проводить рік.
З 1989 по 1990 рік Gibonni живе в Берліні, де виступає з групою V2 і записує альбом «Out to launch».

### Сольна кар'єра
В музиці Gibonni поєднуються елементи року, сучасного попу та далматинський фольклор.
Його пісні виконувалися багатьма відомими хорватськими музикантами, а він сам завойовував головні нагороди на численних музичних фестивалях.

#### Від початку сольної кар'єри і до альбому «Ruža vjetrova»
Одразу після виходу його першого сольного альбому «Sa mnom ili bez mene» відбулася подія, яка змінила всю його майбутню кар'єру: Gibonni написав пісню «Cesarica» для Олівера Драґоєвіча. Одразу після цього він перетворився на одного з найбажаніших композиторів, чиї пісні одразу ставали беззаперечними хітами. До альбому «Noina arka», виданого у 1993 році, увійшла пісня «Zlatne godine», яку він написав у співпраці зі Зрінком Тутічем для однойменного фільму, а також пісня «Mi smo prvaci», яка була проголошена гімном хорватського Олімпійського комітету. Також хітами стали пісні «Nek se dijete zove kao ja», «Dobri judi» і «Tebe nisam bio vrijedan».
Спочатку він самостійно виступає з Бруно Ковачічем, після чого формує групу у складі: Gibonni, Бруно Ковачіч, Ренато Шворініч, Гордан Дорвак і Йосіп Андріч. У цьому складі група записує два альбоми: «Kruna od perja» 1994 року i «Ruža vjetrova» у 1997 році. Хоча Gibonni і записує в цей період одні зі своїх найкращих пісень («Dvije duše», «Ozdravi mi ti», «Život me umorio», «Lipa moja», «Ovo mi je škola», «Tempera», «Ako me nosiš na duši», «Ej vapore», «Nije vrime od nedije za u poje poći») та тільки після розпаду групи і виходу наступного альбому музикант отримує своє перше офіційне визнання у вигляді премії Порин. Після цього починається комерційний період творчості Gibonni.

#### Альбом «Judi, zviri i beštimje»
Наступний сольний альбом Gibonni, який отримав назву «Judi, zviri i beštimje», вийшов під лейблом Dallas Records у лютому 1999 року і став на той момент найбільш продаваним альбомом у Хорватії та Словенії, а також отримав 7 нагород Порина. До альбому увійшли такі хіти, як «Činim pravu stvar», «Projdi vilo» і «I ja ću budan sanjati». Протягом 1999 і 2000 років Gibonni провів турне на підтримку нового альбому містами Хорватії, Словенії та Боснії і Герцеговини, а також відіграв декілька великих концертів (наприклад, у загребському залі «Лисинський»). Після успішного альбому виходить DVD «Milenijski koncert» із записом концерту у Хорватському національному театрі імені Івана Зайца у Рієці, де, завдяки новій технології ISDN, до нього приєднується багато відомих гостей (Влатко Стефановскі, Klapa Cambi) з локацій у Загребі та Спліті.
У 2000 році музикант проводить великий концерт на загребському стадіоні Максимир, який відвідало більше 32 тисяч глядачів, що на той час зробило концерт найбільш відвідуваним у Хорватії за весь час.
Одні з найулюбленіших виконавців Стіпішича — Klapa Cambi — у 2001 році випускають альбом «Vrime od nedije», де у традиційному та унікальному хорватському народному стилі і обробці виконують головні хіти Gibonni.

#### Альбом «Mirakul»
Довгоочікуваний альбом «Mirakul» виходить 16 жовтня 2001 року і за декілька днів стає найпродаванішим хорватським альбомом. На сьогоднішній день у Хорватії та Словенії продано більше 60 тисяч примірників платівки. Численні критики назвали його найкращим альбомом 2001 року, декілька пісень з якого і досі посідають значне місце у хорватській музичній історії.
Альбом складається з 13 пісень, для запису яких Gibonni співпрацював з декількома відомими в світі музикантами: барабанщиком Manu Katche, басистами Pino Palladino і Tony Levin, співаком Geoffrey Oryema, фронтменом італійської групи «Stadio» Gaetano Curreri та Влатко Стефановським. Альбом отримав 8 нагород Порина, а концерт з Занребського Дому спортова увіковічнений на DVD під назвою «ZG Mirakul live».

#### Альбом «Unca fibre»
18 травня 2006 року виходить наступний альбом Gibonni «Unca fibre», який відкриває пісня «Vrime da se pomirim sa svitom». Для запису цього альбому Стіпішич співпрацює з Гораном Баре у пісні «Anđeo u tebi», на яку був відзнятий відеокліп. Також він записав дуетом з виконавицею Vanna пісню «Ja ću budan sanjati» і з Олівером Драгоєвічем пісню «U ljubav vjere nemam». Під час концерту у сплітській арені Gripe 20 жовтня 2006 року перший раз була виконана пісня «Zavezanih očiju (evo me doma)» у дуеті з Младеном Бадовінцем з групи TBF, а також пісня «Anđeo u tebi» у дуеті з сестрами Гусар.
Після вдалих концертів усією територією Хорватії, Словенії та інших сусідніх країн, Gibonni оголосив коротку літню перерву, яку завершив 25 серпня 2007 року, коли разом зі свої другом Олівером Драгоєвіем виступив у Пульській арені у супроводі Загребського філармонічного оркестру.
У листопаді 2007 року виходить біографічна книга «Tajna vještina», у якій розкриваються деталі особистого життя музиканта та його боротьби від часів виступів з групою «Osmi putnik» і аж до виходу альбому «Unca fibre».

#### Альбом «Acoustic: Electric»
У грудні 2007 року вийшов live-альбом під назвою «Acoustic: Electric», записаний під час турне на підтримку альбому «Unca fibre».
У 2008 році розпочався промо-тур, під час якого Gibonni виступив в маленьких залах п'яти великих міст. Таку концепцію туру музикант пояснив бажанням бачити обличчя всіх своїх шанувальників під час виступу, що неможливо у великих концертних залах. У турне його супроводжували Дамір Урбан, Maya Azucena, Зорана Балов, Klapa Iskon та Rashida.
Протягом турне виходить на екрани документальний фільм «Anatomija Acoustic: Electric» режисера Жаре Батіновіча, який також знімав і відеокліпи виконавця. Цікавий фільм тим, що відзнятий він був на камеру мобільного телефону і з боку кожного учасника туру (Маї, Урбана, Баре і самого Gibonni).
По завершенні промо-туру, який закінчився виступом у Словенії, Стіпішич оголосив про дворічну творчу відпустку, під час якої він писатиме пісні для нових альбомів.
Просування альбому «Acoustic: Electric» продовжувалося шляхом виходу нових кліпів на пісні «Hodaj», «Posoljeni zrak» і «Činim pravu stvar».
У грудні, як подарунок для своїх найбільших прихильників, музикант випускає перевидання альбому під назвою «Acoustic: Electric special Christmas limited edition», доповненого трьома святковими піснями у живому виконанні.

#### Альбом «Toleranca»
4 грудня 2009 кору видається новий сингл «Žeđam», який передує восьмому студійному альбому «Toleranca». Пісня «Žeđam» вийшла у вигляді кліпу, заснованого на анімаційній стрічці «Gulivea» режисера Зденка Башича та аніматора Даніела Шумберца.
4 березня 2010 року виходить його новий альбом «Toleranca», який лише за вісім днів стає платиновим з загальним накладом більше 15 тисяч проданих примірників, а через 9 місяців стає діамантовим з більш як 30 тисячами проданих дисків, а заразом і найпродаванішим альбомом 2010 року.
За альбом «Toleranca» Gibonni отримав 5 нагород Порину, зайнявши таким чином перше місце за кількістю отриманих нагород.
Альбом супроводжувало і велике турне, яке почалося виступом у місті Б'єловар, а завершилося у Пульській арені, пройшовши усіма великими хорватськими містами та зібравши усі великі концертні майданчики, серед яких загребська Cibona та сплітська Spaladium Arena.
У червні 2011 року Іво Сцепановіч з Croatian Times для статті в L.A. Times вибрав пісню Gibonni «Čemu se nadaš srce moje» як представницю Хорватії серед пісень, які заслуговують на увагу у США.

### Благодійна діяльність
Златан Стіпішич заснував фонд для талановитих дітей, які залишилися без батьків, видав книгу віршів написану шрифтом Брайля під назвою «Dvije duše», прибутки від продажів якої передав на допомогу сліпим людям, а також брав участь у численних благодійних аукціонах.
У 2003 році стає Посланцем доброї волі UNICEF.
У лютому 2010 року як Посланець доброї волі UNICEF знімає кліп для допомоги дітям, що постраждали від землетрусу на Гаїті, а також бере участь у великому благодійному концерті у сплітській Spladium Arena з піснями «Činim pravu stvar» і «Žeđam».

## Дискографія

### Студійні альбоми
- 1991 — Sa mnom ili bez mene
- 1993 — Noina arka
- 1994 — Kruna od perja
- 1996 — Ruža vjetrova
- 1999 — Judi, zviri i beštimje
- 2001 — Mirakul
- 2006 — Unca fibre (vodič za brodolomce i anđele čuvare)
- 2010 — Toleranca
- 2012 — 20th Century Man
- 2016 — Familija

### Сингли
- 1993 — Nek' se dijete zove kao aa / Noina arka
- 2005 — Sebi dovoljna
- 2006 — Vrime da se pomirim sa svitom
- 2013 — 20th Century Man

### EP
- 2013 — Slavim ove dane što si tu (Live) / Ain't bad enough for R'n'R

### Збірки
- 1999 — 24 karata ! 18 velikih (1991-1998)
- 2004 — Kolekcija
- 2005 — The Best Of Gibonni
- 2006 — The Platinum Collection
- 2009 — Gibonni, Dino Dvornik - The best Of
- 2009 — Zlatne Godine - Live Collection & 2 Velika Hita
- 2010 — Najljepše Ljubavne Pjesme
- 2013 — 20th Century Man & Live
- 2015 — The Best Of Collection

### Концертні альбоми
- 1996 — Koncert
- 2007 — Live Acoustic: Electric
- 2013 — Live

### DVD
- 2008 — ZG Mirakul Live

## Нагороди

### Порин
З 37 нагородами Gibonni залишається найбільш нагороджуваним хорватським виконавцем, за яким йдуть Олівер Драгоєвіч та група «Parni valjak».

### Crni mačak
Номінований у 2000 році у чотирьох категоріях, серед яких Найкращий рок-вокал.

## Цікаві факти
Далекий родич хорватсько-американської кінопродюсерки Бренди Бркушич.